# Список млекопитающих, занесённых в Красную книгу Мурманской области
В списке указаны все млекопитающие, включённые в первую Красную книгу Мурманской области издания 2003 года. Колонки таблицы КМ, КР, КС и МСОП означают, соответственно, статус указанного вида в Красной книге Мурманской области, Красной книге России, Красной книге СССР и в Красном списке МСОП. В случае, если в той или иной Красной книге какой-либо из описываемых видов отсутствует, то есть не отнесён ни к одной из указанных категорий, то соответствующая ячейка списка оставлена незаполненной. Все виды поделены на 7 категорий в Красной книге Мурманской области (категория «1» имеет две подкатегории), на 6 категорий в Красной книге России и Красной книге СССР и на 9 в списке МСОП. Категории имеют следующие обозначения:
| Красная книга Мурманской области: 1а — исчезающие виды (находящиеся под непосредственной угрозой исчезновения) 1б — исчезающие виды (находящиеся под угрозой исчезновения) 2 — уязвимые виды (редкие с сокращающейся численностью) 3 — редкие виды (редкие или узколокальные) 4 — виды с неопределенным статусом (редкие малоизученные) 5 — поддерживаемые виды (восстанавливаемые или восстанавливающиеся) 6 — виды особого статуса бионадзор — виды, нуждающиеся в особом внимании к их состоянию | Красная книга России и Красная книга СССР: 0 — вероятно исчезнувшие 1 — находящиеся под угрозой исчезновения 2 — сокращающиеся в численности 3 — редкие 4 — неопределенные по статусу 5 — восстанавливаемые и восстанавливающиеся | Красный список МСОП: EX — Исчезнувшие EW — Исчезнувшие в дикой природе CR — Находящиеся в критическом состоянии EN — Находящиеся в опасном состоянии VU — Уязвимые NT — Находящиеся в состоянии близком к угрожаемому LC — Вызывающие наименьшие опасения DD — Недостаток данных NE — Неоценённые |

В категорию «6 — виды особого статуса» входят виды, отнесённые в одной из вышестоящих Красных книг (например, в Красной книге России) к категории, требующей особых мер охраны, но не нуждающиеся в введении подобных мер вследствие многочисленности представителей данного вида на территории Мурманской области. На момент выхода первого (текущего) издания Красной книги Мурманской области млекопитающих с такой категорией в области нет.
Всего в список млекопитающих Красной книги Мурманской области включено 28 видов, в том числе: 13 представителей отряда китопарнокопытных, 9 — хищных, 3 — грызунов, 2 — насекомоядных и 1 — рукокрылых. К категории исчезающих видов (1а и 1б) относятся всего четыре вида, все они — представители китообразных, появляющиеся у берегов Мурманской области лишь эпизодически летом и ранней осенью. В Красную книгу России, а ранее и в Красную книгу СССР, они так же включены в категорию «1 — находящиеся под угрозой исчезновения». В категорию «бионадзор» включаются виды, не нуждающиеся на настоящий момент в каких-либо охранных мерах, но подлежащие постоянному контролю и биологическому надзору. В текущей редакции Красной книги Мурманской области к данной категории отнесены 10 видов.
По принятому постановлению Правительства Мурманской области от 04.09.2002 № 325-ПП «О Красной книге Мурманской области», Красная книга должна переиздаваться с актуализированными данными не реже, чем каждые 10 лет.
| Латинское название                                       | Русское название и описание | Изображение | КМ        | КР        | КС | МСОП |
| -------------------------------------------------------- | --- | ----------- | --------- | --------- | -- | ---- |
| Sorex minutissimus (Zimmermann, 1780)                    | Крошечная бурозубка — вид землероек отряда насекомоядных. Самое маленькое из млекопитающих на территории России, длина с хвостом составляет не более 8 сантиметров. Общее распространение — центральные и северные районы Евразии. На территории Мурманской области встречается только в южной части, в долинных и склоновых хвойных лесах и в горной тундре. По данным 1991—1992 года численность вида не превышала 2,5 особей на 10 канавко/суток. |             | бионадзор |           |    | LC   |
| Neomys fodiens (Pennant, 1771)                           | Обыкновенная кутора — вид землероек отряда насекомоядных. Длина (с хвостом) — до 17 см. Общее распространение — от Британских островов до Тихого океана. На Кольском полуострове обитает повсеместно в границах лесной зоны у водоёмов. По данным работников Лапландского заповедника численность животных невысока, около 0,003 экземпляра на 100 ловушек в сутки. |             | бионадзор |           |    | LC   |
| Eptesicus nilssoni ([[Keyserling et Blasius]], 1839)     | Северный кожанок — вид гладконосых отряда рукокрылых. Летучая мышь. Размеры тела — до 6 см, размах крыльев — около 25 см. Распространён на всей северной половине Евразии, в Мурманской области — по всей лесной зоне. Селится в окрестностях водоёмов, полян и лугов, встречается на чердаках деревянных домов небольших населённых пунктов. Точная численность по области не известна, на территории Кандалакшского заповедника за период 1967—1997 год было обнаружено всего 12 представителей вида. |             | 3         |           |    | LC   |
| Pteromys volans (Linnaeus, 1758)                         | Обыкновенная летяга — вид летяговых отряда грызунов. Длина тела — до 20 сантиметров, что в 1,5 раза меньше обыкновенной белки. Масса тела достигает 160 грамм. Встречается в Евразии от Скандинавского полуострова до тихоокеанского побережья северного Китая. Южная граница ареала до границ Мурманской области не доходит, в связи с чем сведения о численности отсутствуют, однако, не исключены единичные появления в южных районах. |             | бионадзор |           |    | LC   |
| Castor fiber (Linnaeus, 1758)                            | Обыкновенный бобр — вид бобровых отряда грызунов. Крупный грызун, приспособленный к полуводному образу жизни. Длина тела достигает вместе с хвостом 120 см, вес — до 30 кг. Места обитания встречаются во Франции, Германии, Польше, южной Скандинавии и России. По данным на 2003 год в Мурманской области данный вид обитает лишь на реках Лапландского заповедника. С 1975 года численность его здесь не меняется и составляет около 22—25 особей. |             | 2         |           |    | LC   |
| Myopus schisticolor (Lilljeborg, 1844)                   | Лесной лемминг — вид хомякообразных отряда грызунов. Мелкий, похожий на лесных полёвок грызун с общей длиной до 13 сантиметров, из которых на хвост приходится всего до 2 сантиметров. Обитает в таёжном поясе Евразии и в лесной зоне от Норвегии до восточной Сибири и на юг до северных районов Монголии. В Мурманской области обитает предположительно по всей лесной части. Точная численность неизвестна из-за слабой изученности вида. |             | бионадзор |           |    | LC   |
| Lagenorhynchus acutus (Gray, 1828)                       | Атлантический белобокий дельфин — вид дельфиновых отряда китопарнокопытных. Длина тела — до 2,7 метров, масса — до 160 кг. Обитает в тёплых водах северной части Атлантического океана от южной Гренландии до прибрежных вод Массачусетса и от Британских островов до западной Норвегии. В Баренцевом море крайне редок, наблюдается чаще летом. Общая численность в Северной Атлантике — 24000 экземпляров. |             | 4         | 4         | 4  | LC   |
| Lagenorhynchus albirostris (Gray, 1846)                  | Беломордый дельфин — вид дельфиновых отряда китопарнокопытных. Представляет собой довольно крупного дельфина с длиной до 3 метров и массой до 275 кг. Обитает в Северной Атлантике и в прилегающих водах от пролива Дэвиса и Кейп-Кода до Баренцева и Балтийских морей и на юг до прибрежных вод Португалии и, возможно, Турции. В Баренцевом море встречается у побережья Мурманского берега и у полуострова Рыбачьего. Точная численность неизвестна. |             | 3         | 3         | 4  | LC   |
| Phocoena phocoena (подвид phocoena) (Linnaeus, 1758)     | Морская свинья (североатлантический подвид) — номинативный подвид морской свиньи — вида морских свиней отряда китопарнокопытных. Длина — до 160 см, вес — до 60 кг (самцы в среднем на 15 см мельче и весят на 10 кг меньше самок). Обитает в прибрежной зоне глубиной не более 200 метров от Баффинова залива, пролива Дэвиса и залива Скорсби на западе до Баренцева моря на востоке и на юг до берегов Сенегала и вдоль берегов Северной Америки до берегов штата Нью-Джерси. У Кольского полуострова встречается круглый год в Баренцевом море и в летний период (с июня) в Белом море, где морская свинья достоточно редка. Точная численность неизвестна, у побережья западной части Мурманского берега за 27 лет наблюдений представители вида наблюдались на протяжении 17 лет.                 |             | 4         | 4         |    | LC   |
| Monodon monoceros (Linnaeus, 1758)                       | Нарвал — вид нарваловых отряда китопарнокопытных. Морское млекопитающее, примечательное наличием бивня длиной до 3 метров. Вместе с бивнем длина нарвалов достигает 4,2 метров у самок и 4,7 метров у самцов. Вес — до 1600 кг. Обитает в высоких широтах — в акватории Северного Ледовитого океана и в Северной Атлантике. Встречается у островов Канадского архипелага, Шпицбергена, Земли Франца-Иосифа, Новой Земли и Северной Земли. В прибрежных водах Мурманской области — в акватории Белого моря — появляется изредка, в основном в зимний период. |             | 3         | 3         | 3  | NT   |
| Hyperoodon ampullatus (Forster, 1770)                    | Высоколобый бутылконос — вид клюворылых отряда китопарнокопытных. Крупное морское млекопитающее длиной до 10—11 метров, весом до 7,5 тонн. Обитает в северной половине Атлантического океана от уровня полярных льдов на севере до пролива Лонг-Айленд на юго-западе и островов Кабо-Верде на юго-востоке. У побережья Мурманской области — в Баренцевом и Белом морях — появляется крайне редко и только в летний период.. |             | 1б        | 1         | 1  | DD   |
| Balaena mysticetus (Linnaeus, 1758)                      | Гренландский кит — вид гладких китов отряда китопарнокопытных Средняя длина тела составляет 14—18 метров, треть из которых приходится на голову, причём, самки больше самцов. Вес — от 75 до 100 тонн. Распространён в Северном полушарии в поясе плавающих льдов. На 1995 год существовало пять географических стад. В Баренцевом море наблюдаются только одиночные особи у островов Земли Франца-Иосифа. Общая численность вида в Северной Атлантике составляет предположительно около 700 китов. |             | 1а        | 1         | 1  | LC   |
| Megaptera novaeangliae (Borowski, 1781)                  | Горбатый кит — единственный современный вид рода горбатых китов отряда китопарнокопытных. Средняя длина тела взрослой особи — 15—16 метров, максимальная — до 18 метров, при этом самки крупнее самцов. Средняя масса — около 30 тонн. Обитает по всему мировому океану, кроме ледовых районов Арктики и Антарктики, повсюду малочисленен. Через Баренцево море проходит миграционный путь горбатых китов Северной Атлантики, их популяция здесь составляет около 1000 особей. |             | 1а        | 1         | 1  | LC   |
| Balaenoptera musculus (подвид musculus) (Linnaeus, 1758) | Синий кит северный — номинативный подвид синего кита — вида полосатиковых отряда китопарнокопытных. С длиной тела до 33 метров и весом до 170 тонн является крупнейшим из ныне живущих млекопитающих. Обитает по всему мировому океану кроме арктических вод и некоторых морей, например, Средиземного, Охотского и Берингова. По разным данным в Северной Атлантике осталось от 1000 до 2000 представителей этого подвида. В Баренцевом море в летний период встречаются синие киты, возвращающиеся с зимовки у южной части Северной Америки. |             | 1а        | 1         | 1  | EN   |
| Balaenoptera physalus (подвид physalus) (Linnaeus, 1758) | Северный финвал — номинативный подвид финвала — вида полосатиковых отряда китопарнокопытных. Второе по величине после синего кита животное планеты. Имеет длину тела до 24—26 метров, вес — до 60—80 тонн. Обитает по всему мировому океану, хотя в экваториально-тропическом поясе довольно редок. В прибрежных водах Мурманской области встречается в летний период в Баренцевом море и, реже, в Белом море. Общая численность финвала в северном полушарии оценивается в 40 000 экземпляров, из которых в Северной Атлантике находится до 18 000 животных. |             | 2         | 2         | 2  | EN   |
| Balaenoptera borealis (подвид borealis) (Lesson, 1828)   | Северный сейвал — номинативный подвид сейвала — вида полосатиковых отряда китопарнокопытных. Крупное морское млекопитающее длиной 12—15, максимум 20 метров и весом 20—45 тонн. Обитает практически по всему мировому океану северного полушария, однако, являясь более теплолюбивым, чем другие виды полосатиковых, воды Арктики посещает редко и только в летнее время года. В водах Баренцева и Белого морей проходит восточная граница североатлантического ареала северного сейвала. Численность данного вида в восточной части Северной Атлантики, как и по всему миру, резко уменьшилась за последние 50 лет вследствие промышленного вылова, запрещённого лишь в 1986 году, и столкновений китов с крупными судами, и составляет сейчас по приблизительным оценкам не более 1000—2000 животных. |             | 3         | 3         | 3  | EN   |
| Balaenoptera acutorostrata (Lacepede, 1804)              | Малый полосатик — вид полосатиковых отряда китопарнокопытных. Самый мелкий представитель семейства, имеет длину не более 10 метров и вес до 10 тонн. Распространён практически по всему мировому океану, хотя в тропическом поясе встречается реже, предпочитая более холодные воды. По данным IWC численность вида в Северной Атлантике составляет около 182 000. В Баренцево море малый полосатик заходит только в летне-осенний период. |             | бионадзор |           |    | LC   |
| Capreolus capreolus (Linnaeus, 1758)                     | Европейская косуля — вид оленевых отряда китопарнокопытных. Некрупный изящный олень, длиной до 1,3—1,5 метров, высотой в холке до 75—80 см и весом до 30 кг. Распространена практически повсеместно на территории Европы и на части территории Передней Азии. На территории Мурманской области появляется эпизодически, заходя из соседних Финляндии и Норвегии. С 1970 по 2000 годы появлялась в области каждые 4—5 лет, что объясняется периодическим повышением её численности в местах постоянного обитания. |             | бионадзор |           |    | LC   |
| Rangifer tarandus (Linnaeus, 1758)                       | Северный олень (европейский подвид) — лесная форма подвида оленя северного — вида оленевых отряда китопарнокопытных. Длина тела — 1,8—2,2 метра, высота в холке — 1—1,4 метра, вес — 100—300 кг. Общее распространение — арктическая тундра Евразии. На территории Мурманской области отмечены две группы — в северо-западной и юго-восточной части области. Численность восточной группы — свыше 3000 особей, численность западной точно неизвестна. |             | бионадзор |           |    | LC   |
| Alopex lagopus (Linnaeus, 1758)                          | Песец — вид псовых отряда хищных. Единственный представитель рода песцов. Общая длина (с хвостом) составляет 1—1,3 метра. Вес самок — до 3,2 кг, самцов — до 9,5 кг (средний — 3,5 кг). Общее распространение — тундровый полярный пояс Евразии и Северной Америки, включая большинство арктических островов. На территории Мурманской области населяет равнинные тундры Мурманского берега, лесотундру и горную тундру центральной части области. Точных данных по численности в пределах области нет. |             | бионадзор |           |    | LC   |
| Ursus maritimus (Phipps, 1774)                           | Белый медведь (карско-баренцевоморская популяция) — вид медвежьих отряда хищных. Самый крупный из ныне живущих наземных хищников. Достигает 2,5 метров в длину и до 800 кг весом. Обитает по всей зоне полярных льдов Арктики от зоны тундры на юге до 88° с. ш. на севере. Карско-баренцевоморская популяция распространена на льдах Гренландского, Баренцева и западной части Карского морей, включая архипелаги этих морей. Случаи появления белого медведя в Мурманской области — единичны и связаны с подходом к берегам области дрейфующих льдов. Последние (на 2003 год) два раза белый медведь наблюдался в области в 1969 и в 1979 годах. |             | 3         | 4         | 3  | VU   |
| Mustela nivalis (Linnaeus, 1766)                         | Ласка — вид куньих отряда хищных. Самый маленький представитель отряда. Длина взрослых зверьков с хвостом составляет около 13—35 см, вес — 30-250 грамм. Общий ареал достаточно обширен, ласка водится в Евразии, Северной Америке и в северо-западной Африке от полупустынных до тундровых регионов. На территории Мурманской области встречается повсеместно, включая острова Белого моря. Точных данных по численности в области нет, в прибрежных районах Кандалакшского заповедника на каждые 10 км наблюдений было отмечено в разные годы от 0,01 до 2,5 следов. |             | бионадзор |           |    | LC   |
| Gulo gulo (Linnaeus, 1758)                               | Росомаха — вид куньих отряда хищных. Один из самых крупных современных представителей куньих. Длина с хвостом составляет 90—110 см, вес — до 30 кг. Распространена в тайге, в лесотундре и отчасти в тундре Евразии и Северной Америки. В Мурманской области росомахи встречаются повсеместно, по большей части рядом с местами обитания северных оленей. Промысел росомахи в области был запрещён в 1986 году. В первой половине 1990-х численность вида составляла около 100 экземпляров, а с начала XXI века стала увеличиваться, особенно в районах Лапландского заповедника, Ловозерского и Терских районов. |             | бионадзор |           |    | LC   |
| Lutra lutra (подвид lutra) (Linnaeus, 1758)              | Северная выдра — номинативный подвид выдры — вида куньих отряда хищных. Средних размеров зверь с гибким подвижным телом длиной (с хвостом) 80—125 см и весом — до 10—12 кг. Обитает по берегам озёр и рек по всей Евразии и в северо-западной Африке, за исключением безводных регионов и пояса тундр. На территории Мурманской области встречается повсеместно, включая острова Баренцева и Белого морей. Запрет на промысел выдры в области был введён в 1977 году. По данным 1980-х годов плотность этого вида на территории области составляла около 0,06—0,08 зверьков на 10 км². |             | 2         | бионадзор |    | NT   |
| Lynx lynx (Linnaeus, 1758)                               | Рысь — вид кошачьих отряда хищных. Крупная кошка. Длина тела с хвостом — 85—135 см, вес — до 30 кг. Общее распространение — лесная и горная зоны от Западной Европы до Дальнего Востока России и на юг до Средней Азии и Тибетского нагорья. В Мурманской области встречается в лесной зоне и в лесотундре, наиболее распространена в южной части в приграничном с Карелией районе. С 1970-х годов полностью отсутствовала в области, однако, с 1990-х стала вновь появляться. Точная её численность здесь неизвестна. |             | 4         |           |    | LC   |
| Odobenus rosmarus (подвид rosmarus) (Linnaeus, 1758)     | Морж (атлантический подвид) — номинативный подвид моржа — вида моржовых отряда хищных. Один из крупнейших представителей ластоногих, длина тела взрослого животного — до 3,7 м для самок и до 4,5 м для самцов, вес — до 0,9 и 2 тонн соответственно. Общее распространение — северная часть Атлантического океана и западная часть Северного Ледовитого океана. В прибрежных водах Мурманской области появляются редко отдельными экземплярами в заливах восточного побережья — Дальнезеленецкая и Чегодаевская губы, Варяжский залив и горло Белого моря. |             | 2         | 2         | 2  | DD   |
| Phoca vitulina (подвид vitulina) (Linnaeus, 1758)        | Атлантический обыкновенный тюлень (баренцевоморская популяция) — номинативный вид обыкновенного тюленя — вида настоящих тюленей отряда хищных. Длина тела — 1,7—1,8 метров, вес — до 150—170 кг. Распространён в прибрежных районах северо-восточной части Атлантического океана и в западной — Северного Ледовитого океана от островов Британии до Баренцева моря и на север до Шпицбергена. У берегов Мурманской области населяет берега Мурманского и восточной части Терского берегов — Кольский и Мотовский заливы, Айновские острова, устье Вороньей, губы Варзина, Дроздовка, Ивановская и др. За последние годы численность несколько увеличилась и составляет до 500 особей. |             | 2         | 3         |    | LC   |
| Halichoerus grypus (Fabricius, 1791)                     | Длинномордый тюлень (атлантический подвид — «тевяк») — вид настоящих тюленей отряда хищных. Единственный представитель одноимённого рода. Имеет длину до 3 метров, вес — до 300 кг, самцы несколько крупнее самок. Общее распространение — умеренные воды Северной Атлантики, в Северной Америке — побережье от Новой Англии до Лабрадора и юга Гренландии; в Европе — побережье Исландии, Британских островов, Норвегии и Кольского полуострова. В прибрежных водах Кольского полуострова распространён на островах вдоль всего побережья. Крупные залежи на островах Кандалакшского залива. Численность составляет около 4000 голов. |             | 3         | 3         | 3  | LC   |